# Andrea Hausberg
Andrea Hausberg (* 23. Januar 1980 in Aurich) ist eine ehemalige deutsche Profi-Windsurferin im Waveriding. Sie verwendet die Segelnummer G-212 und startete von 1997 bis 2009 in der PWA Windsurfing Worldtour.

## Erfolge
In den 1990er Jahren bestritt Andrea Hausberg den Deutschen Windsurfcup und nahm an Europa- und Weltmeisterschaften teil. Seit 1997 war sie zehn Jahre regelmäßig beim Windsurf World Cup Sylt dabei. In den Jahren 2002 bis 2008 nahm sie auch international an Wettkämpfen der PWA Worldtour teil und befand sich häufig unter den Top Ten der Weltrangliste. Sie trat hierbei in der Disziplin Waveriding an. Ihre Stärken sind hier Pushloop und Backloop sowie Wellenreittechniken.
- 1990er Jahre: mehrfach deutsche- und Jugendmeisterin, Platz 1 Jugend Weltmeisterschaft 1995
- 2002–2008: mehrfach Top Five bei Teilnahme an Wettkämpfen der PWA Worldtour auf den Kanaren und dem Windsurf World Cup Sylt

## Leben
Die Sportlerin musste verletzungsbedingt seit 2016 pausieren und arbeitete danach aktiv an ihrer Genesung.